# Catedral de Autlán
La Catedral de Autlán es la sede de la Diócesis de Autlán. Construida a fines del siglo XIX, el templo ha llevado una lenta construcción.

## Historia
Han sido retomadas las obras en diversas ocasiones, siendo la más importante de todas las del año de 1961, un año después de haberse designado como sede de la Diócesis de Autlán, por el primer obispo, Miguel González Ibarra, quien cerró las bóvedas de la nave y concluyó las torres.
A finales del año 2005, se había concluido la fachada principal.

## Detalles
El templo de planta de cruz latina, muestra una sola nave y crucero, sobre el que se levanta la cúpula octogonal, cubierta en el exterior por azulejos, cuenta con linternilla.
La fachada del edificio, en cantera, consta de tres cuerpos y remate, decorado al estilo neoclásico con cierto aire barroco. El primer cuerpo presenta un arco principal y dos de accesos a los lados, todos de medio punto, enmarcados por cuatro columnas que sostienen un cornisa, las dos que custodian el arco central sostienen un frontón semicircular. El segundo cuerpo contiene tres nichos, con esculturas de santos; estos nichos están enmarcados por 4 columnas. El tercer cuerpo muestra la ventana del coro, de forma octogonal, y a los lados nichos con esculturas, también de santos, y a los lados columnas que sostienen la cornisa. El remate muestra una bella imagen tallada en cantera.
El interior está también decorado al gusto neoclásico, destacando el altar principal, y sobre este una pintura de estilo moderno de la santísima trinidad.